# Lødingen
Lødingen er en by og en kommune i Nordland fylke i Norge. Kommunen ligger på den sydøstlige del af Hinnøya og grænser i nord til Sortland og Kvæfjord, i øst til Tjeldsund, i sydvest til Vågan og i vest til Hadsel. Byen havde 1790 indbyggere i 2006.
Lødingen hører til Hålogaland og Ofoten.

## Lødingen færgested
Lødingen har færgeforbindelse til Bognes i Tysfjord (60 min., 12 ture/dag). Fra Bognes går Europavej 6 sydover til Fauske.
Færgetrafikken mellem Bognes, Lødingen og Lilleng nord i Tjeldsundet startede som sommerrute i 1950. Vejen langs Tjeldsundet mellem Lødingen og Harstad blev knyttet sammen i oktober 1958. Siden sommeren 1960 har færgen mellem Lødingen og Bognes sejlet hele året.
Mellem 1960 og 1976 var der også færgetrafik mellem Lødingen og Rinøyvåg i Lødingen Vestbygd. Denne færgestrækning blev nedlagt, da Kanstadstraumen bro over Kanstadfjorden blev åbnet i 1976.

## Seværdigheder
- Skulpturen Øje i sten er en del af Skulpturlandskab Nordland[3]
- Norsk telemuseum, telegrafi
- Lodsmuseet

## Referanse
1. ↑  Tabell 1 Tettsteder. Folkemengde og areal, etter kommune. 1.januar 2006
2. ↑  Artikkel av Tore Kristoffersen i Bladet Vesterålen 11. januar 2007: Nord-Ferjer AS – historie og seilinger
3. ↑  "Øye i stein". Arkiveret fra originalen 10. oktober 2020. Hentet 6. oktober 2020.